# Xã Higgins, Michigan
Xã Higgins (tiếng Anh: Higgins Township) là một xã thuộc quận Roscommon, tiểu bang Michigan, Hoa Kỳ. Năm 2010, dân số của xã này là 1.932 người.